# Манґа Хокусая

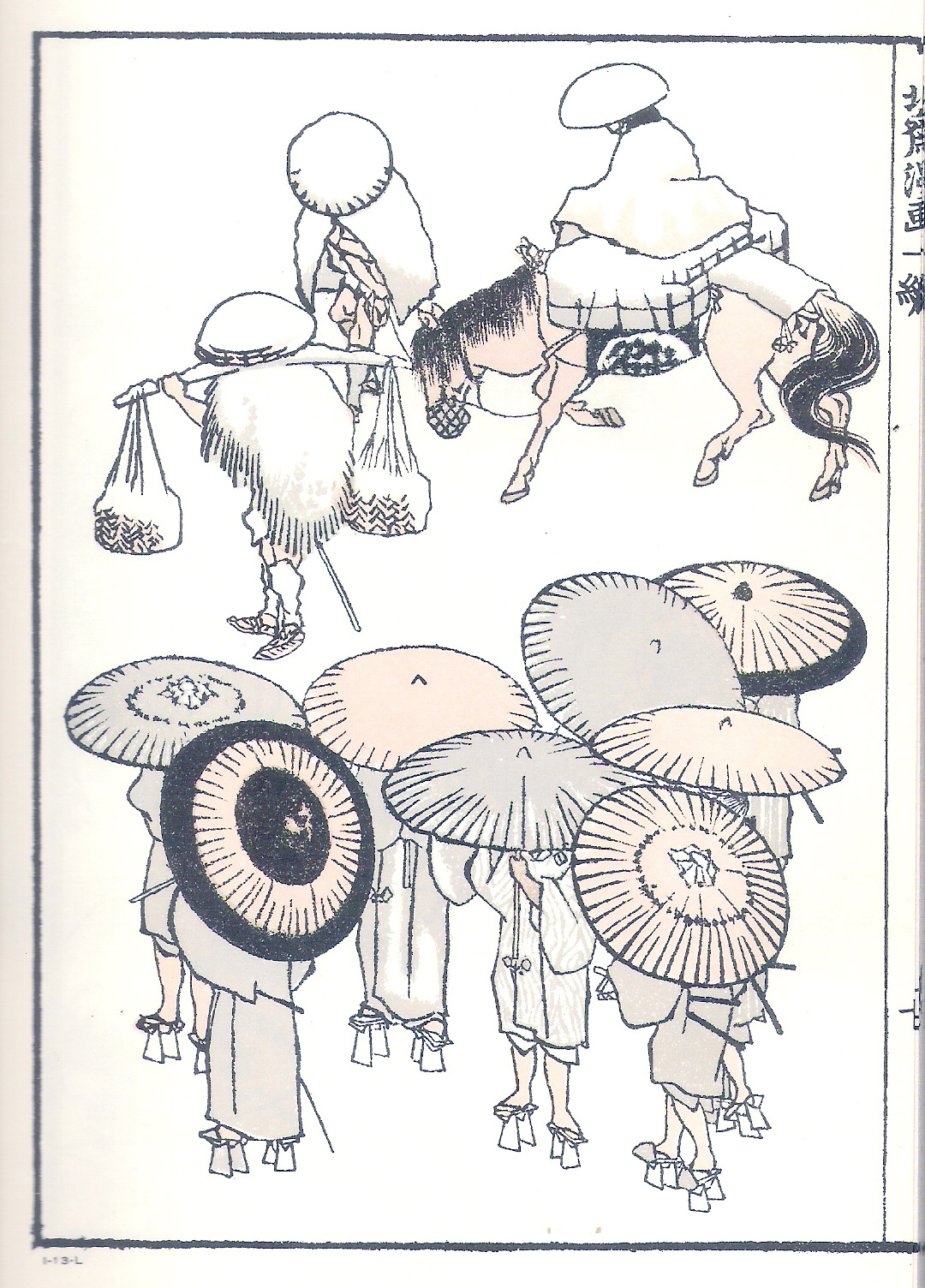
Подорожні. Аркуш альбому манґа

Манґа Хокусая  — п'ятнадцять книжок-альбомів японського художника Кацусіка Хокусая з різноманітними зображеннями та мінімумом тексту. Три з них були підготовані до видання його учнями і вийшли з друку вже після смерті майстра.

## Назва і витоки манґа
Назва японською позначається двома ієрогліфами : «ґа» - зображення, картинка, «ман», що перекладають як «вільний від традиції», «випадковий», «гумористичний». Тобто, це картинки в вільній стилістиці ман.
Перші манґа пов'язують з іменем японського художника 12 століття - Тоба Содзьо. Манґа в японській культурі розташовувались десь на узбіччі тогочасної культури, але дожили до 18 століття і вважались чимось на зразок карикатур, юмористичних малюнків.

## Манґа, що передували творам Кацусіка Хокусая
Манґа існували і до Хокусая, і в роки його життя та творчості, хоча не були занадто популярними і не посідали провідного місця в художній культурі. Слово «манґа» 1769 року використав призабутий нині японський письменник Судзукі Канкей (інше ім'я Роккай Іттоку) в назві книги власних ессеїв. До 1790 року вийшла з друку книга віршів з манґа Караї Сенрі (точної дати не встановлено, відомий лише рік смерті літератора — 1790-й). Словом «манґа» користувався і письменник Санто Кадеєн. Тобто, воно було відоме в культурному товаристві наприкінці 18 століття. Хокусай не перший звернувся до манґа, але наповнив жанр новим змістом і сприяв надзвичайній їх популяризації в мистецтві Японії, а згодом і у Франції.

## Манґа Кацусіка Хокусая

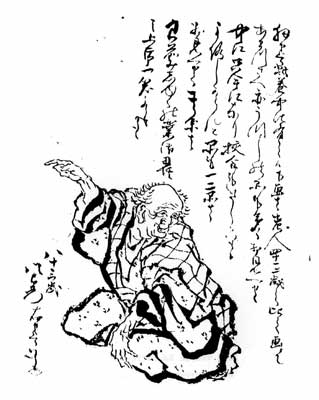
«Автопортрет»

Художник звернувся до створення власних манґа на початку 19 століття.
Перший альбом із шістидесятьма сторінками був надрукований 1814 року. Три останні вийшли з друку вже по смерті художника і були приготовані тільки його учнями. Всього вийшло п'ятнадцять альбомів, котрі містили близько чотирьох тисяч (4000 різноманітних картинок-зображень. Кацусіка Хокусай працював над власними манґа з великими перервами. Тому з часом вони втрачали риси кумедності чи замальовок-карикатр. Нічого смішного не знайти в зображенях відомих поетів і літераторів, героїв міфів, в зображеннях птахів чи богів-покровителів мистецтва — танцю, каліграфії, архітектури, тим паче в пейзажах.
Сьомий — десятий альбоми манґа, що вийшли з друку в 1816—1819 роках, присвячені саме пейзажам. В той період художник багато мандрував і багато замальовував пейзажі. Він настільки захопився пейзажним живописом, що покинув створення манґа на шістнадцять років (одинадцятий альбом вийшов з друку лише близько 1834 року.) В цей період були створені деякі уславлені твори митця, пейзажні мотиви яких знайдуть і в альбомах манґа.
Над манґа працював не тільки сам художник, хоча головна ідея належала йому. Хокусай користувався допомогою власних учнів і редакторів, що збирали начерки голови майстерні, групували нариси за темами, переносили їх на окремі аркуші перед друком. Саме це і дало можливість довести кількість серії до п'ятнадцяти томів в м'яких палітурках.
Існувало декілька джерел-зразків для створення манґа Кацусіка Хокусая. Перш за все це підручники для молодих художників, що існували в Китаї ще за середньовіччя. Адже на культуру Японії культурні знахідки і зразки Китаю мали потужний вплив. Власні підручники для молодих художників друкували і в Японії. Власні манґа видрукував і другорядний, призабутий нині японський художник Айкава Мінга. Ще одним джерелом для серії Хокусая були тогочасні японські енциклопедичні видання.
Але Кацусіка Хокусай зробив із нібито випадкових начерків справжню художню енциклопедію зображень, лише однією із функцій якої була властивість художнього підручника чи збірки карикатур. Хокусай почав працювати над першим альбомом 1812 року разом з учнями Тонансеєм Гокууном та Геккотеєм Бокусеном Перший альбом має зображення персонажів китайської та японської міфології, тут божок щастя Хотей, герой Еммей, буддийські ченці, даоські святі. Але коло зображень надзвичайно широке і збільшується з кожним альбомом. Серед них не тільки комахи, плазуни, рослини і квіти, а, здається, весь тодішній світ речей, явищ і почуттів людей. Адже серед персонажів «Манґа Хокусая» як мудреці, що зневажали службу феодальному володарю і свідомо обрали усамітнення, так і радники, що занапастили себе службою володарю-негіднику.
Японських митців не приваблювала пластична краса людського тіла, як італійців чи французів. Людина цікавила японських художників-графіків лише як носій декотрих емоцій, в жанрових сувіях — людина лише декоративний силует, персонаж в пейзажі. В манґа Хокусая чимало перебільшень, кумедних ситуацій, карикатур. Пантеїзм японського світосприйняття знайшов найбільший відбиток не в пластичній красі людии, а в зображенні природи, в пейзажі. Начерки пейзажних мотивів в манга — мінімалістичні і точні, як формули.
|                                               |                            |                                    |  |
| «Аркуш альбому з комахами іжабкою» К. Хокусай | «Забави у воді» К. Хокусай | «Аркуш манґа, альбом 6» К. Хокусай |  |

## Фелікс Бракмон і манґа Хокусая

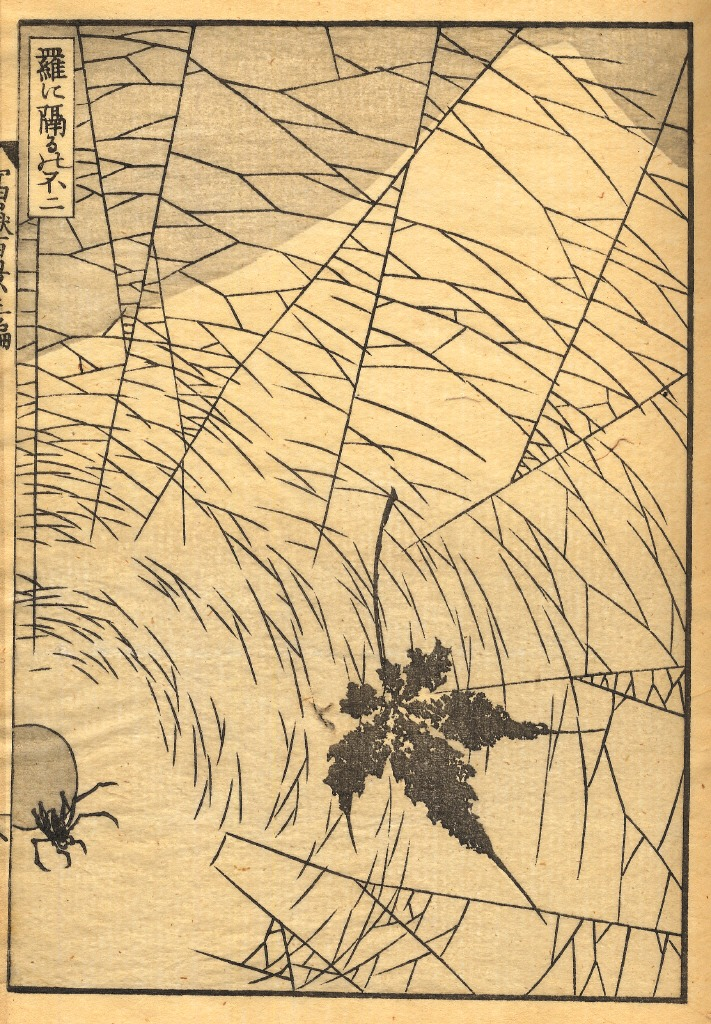

За переказами, молодий французький художник Фелікс Бракмон (1833—1914) познайомився із японским мистецтвом дещо підготованим до нової естетики і нового погляду — підходу до зображень. Він відвідував антикварну крамничку, де побачив японські вироби, загорнуті в якісь папірці. Він розглядав не тільки екзотичні для француза 19 століття речі, а і папірці. Це і були малюнки японського художника Кацусіка Хокусая, вирвані із якогось альбому «Манґа Хокусая». Фелікс Бракмон сам використав ці начерки у власних розписах порцеляни, пристосовуючи чи виправляючи екзотичні зображення, а також радо показував ці вирвані аркуші іншим художникам. В другій третині 19 століття в Парижі запанувала мода на японську гравюру. Колекціонерами чи прихильниками гравюр укійо-е були французькі імпресіоністи і Вінсент ван Гог.

## Доля манґа після смерті Кацусіка Хокусая
В другій третині 19 століття Японія і її митці пережили некритичне захоплення усім західноєвропейським. Близькими до невисоких смаків японських пересічних мешканців виявилися карикатури європейських журналів, серед яких був і «Панч». Стилістика цих карикатур стане згодом одним із джерел для виникнення японського варіанта манґа-коміксів з їх дитячо-юнацькими персонажами. Деякі дослідники вважають, що на дві третини це вплив карикатур журналів, які надто відійшли від «Манґа Хокусая», зберігши лише спільну з ними назву або носять назву аніме-манґа.